# ديفيد تي ووكر
ديفيد تي ووكر (بالإنجليزية: David T. Walker)‏ هو عازف قيثارة جاز وعازف جاز أمريكي، ولد في 25 يونيو 1941 في تلسا في الولايات المتحدة.

## وصلات خارجية
- الموقع الرسمي
- ديفيد تي ووكر على موقع ميوزك برينز (الإنجليزية)
- ديفيد تي ووكر على موقع أول ميوزيك (الإنجليزية)
- ديفيد تي ووكر على موقع ديسكوغز (الإنجليزية)